# 八婆
八婆，是一個粵語俗語，指好管閒事、愛打聽消息、搬弄是非、多嘴的女性；亦是針對女性的侮辱性用詞。

## 定義與語源
「八婆」的一般定義來自粵語動詞、形容詞「八卦」（好管閒事、愛打聽消息、搬弄是非、多嘴），「八婆」即「八卦」的女性，「八卦婆」的簡稱，意思近似「長舌婦」、「饒舌婦」。
此稱呼亦是辱罵女性的用詞（與是否「八卦」無關），用法近似「死老太婆」或「臭女人」。
同類稱呼包括針對年輕女性的「八妹」、針對男性的「八公」。亦有加上負面前綴、加強語氣的「死八婆」或「臭八婆」。
「八婆」一詞的語源有多種說法，難以確定，列舉如下：
- 通常的推斷是衍生自「八卦」一詞（見上）。其中語文學研究者潘永強不認為「八卦」的饒舌等義引伸自八卦，他推斷「八卦」及形容口沒遮攔的另一粵語俗語「巴喳」，均是能模仿人類說話的鳥名「八哥」之音變。[7]
- 衍生自日常用語「三姑六婆」，指是「六婆」再加上另外兩個「婆」，又或是「三姑」加上「六婆」合共九人，但因為其中兩「婆」性質相同，所以合稱為「八婆」。[8][需要較佳来源]
- 香港開埠初期有一個名叫朱燕的女人，因在家中排行第八，人稱「八婆」，她是富商何東家族的一名傭工，後被發現將何東家族的秘密售予英國商人，被當時華人所指責，於是泛稱好管閒事、泄露秘密、出賣朋友的女性為「八婆」。[8][9][需要較佳来源]
- 源於每年三月八日的婦女節；因為婦女節在三月第八天，故有此稱。[8][需要較佳来源]（另見下文之「三八」）

台灣人亦有對女性近似的貶稱「三八」，但有指「三八」指的其實是惺惺作態、舉止輕浮、表現虛偽的女性，與「八婆」含義不相同。

## 司法案例
1961年，香港一名橫過馬路的男子，被控告以「臭八婆」辱罵指揮交通的女警，罪成被判罰款。
1963年香港制水期間，一名家庭主婦輪候領取食水時與在場維持秩序的警員發生衝突，因其盛水器皿翻倒而被控告浪費食水罪，該主婦在法庭上辯稱當時有警員以「八婆」等語辱罵她，警方的証人則指「八婆」的意思只是老婦，法官相信「八婆」是一種不會被人樂意接受的稱呼，可能刺激情緒，勸喻雙方互相體諒，浪費食水罪銷案了事，但認為該主婦觸犯阻差辦公罪。
2019年香港《逃犯條例》修訂風波期間，立法會議員胡志偉於答問大會中，斥責出席的女特首林鄭月娥：「你唔死都冇用呀！八婆！」事後有團體向平等機會委員會投訴胡志偉的言論違反《性別歧視條例》，平機會回應指事件不屬於該條例的涵蓋範圍，該會未能跟進，但認為有關言論不恰當、不禮貌、不尊重對方，勸喻不應使用針對女性或帶有貶意的詞彙。

## 參看
- 三八 (俗語)
- 八卦新聞